# Neues Schloss (Leonberg)

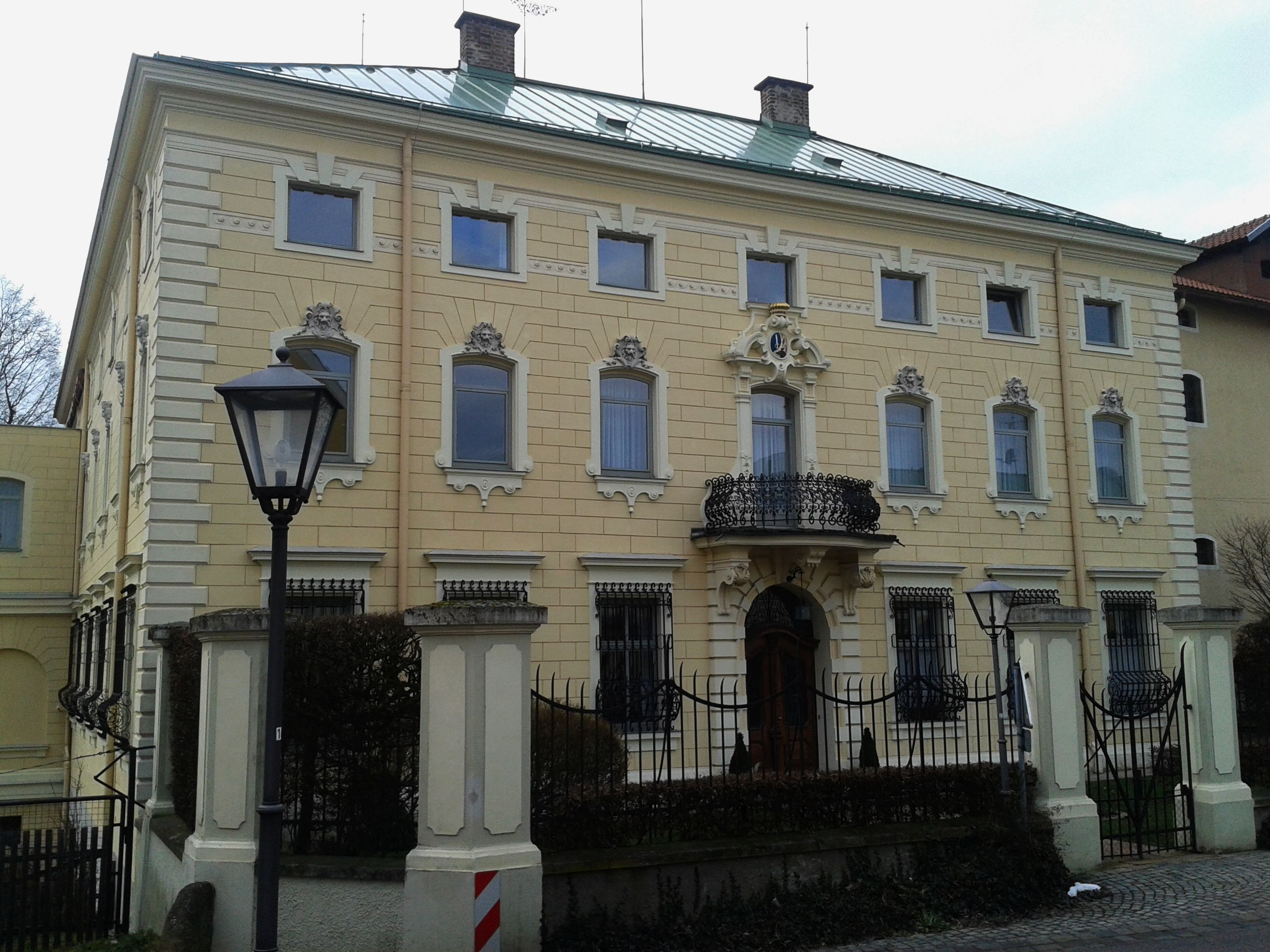
Schloss Leonberg

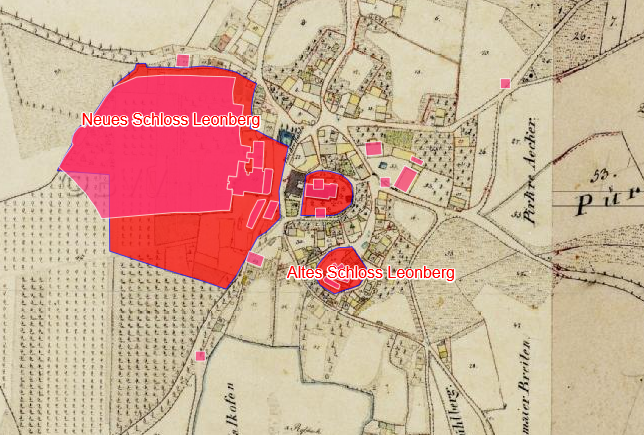
Lageplan des Alten und Neuen Schlosses von Leonberg auf dem Urkataster von Bayern

Das denkmalgeschützte Neue Schloss befindet sich im Gemeindeteil Leonberg von Maxhütte-Haidhof (Schlossplatz 1 und 3). Es ist unter der Aktennummer D-3-76-141-17 als Baudenkmal verzeichnet. „Archäologische Befunde der frühen Neuzeit im Bereich des ‚Neuen Schlosses‘ mit zugehöriger Gartenanlage in Leonberg“ werden zudem als Bodendenkmal unter der Aktennummer D-3-6838-0179 geführt.

## Geschichte
Nachdem der alte einstöckige Bau an dieser Stelle niedergebrannt war, erbaute Heinrich Graf von der Mühle-Eckart 1885–90 das neubarocke Palais mit einem Mezzaninstock und einer reichen Fassadengliederung. Die ausführende Baufirma war die bekannte Firma Heilmann aus München (heute Heilmann & Littmann), die Entwürfe von Leo von Klenze mitverwendet haben soll. Damals wurde auch der Schlossgarten angelegt. 
Bei der Revolution im Jahre 1919  entstand auch in Leonberg ein Arbeiterrat. Dieser übernahm bereits Anfang 1919 die Gemeindeverwaltung und stellte an den Grafen von der Mühle-Eckart mehrere Forderungen (Land, billiges Holz, Wohnungen, Erhöhung der Hungerlöhne). Da dieser sein anfänglich gegebenes Versprechen nicht einhielt, wurde 
das Schloss gestürmt und geplündert. Nach wenigen Wochen war aber die Räteregierung beendet und deren Anführer wurden abgeurteilt. 
Der amerikanische General George S. Patton, Oberbefehlshaber der 3. Armee, hat ab 23. April 1945 mehrere Wochen im Schloss Leonberg Quartier genommen. Damals soll aus dem Schloss Vieles von der Inneneinrichtung verschwunden sein.

## Neues Schloss Leonberg heute

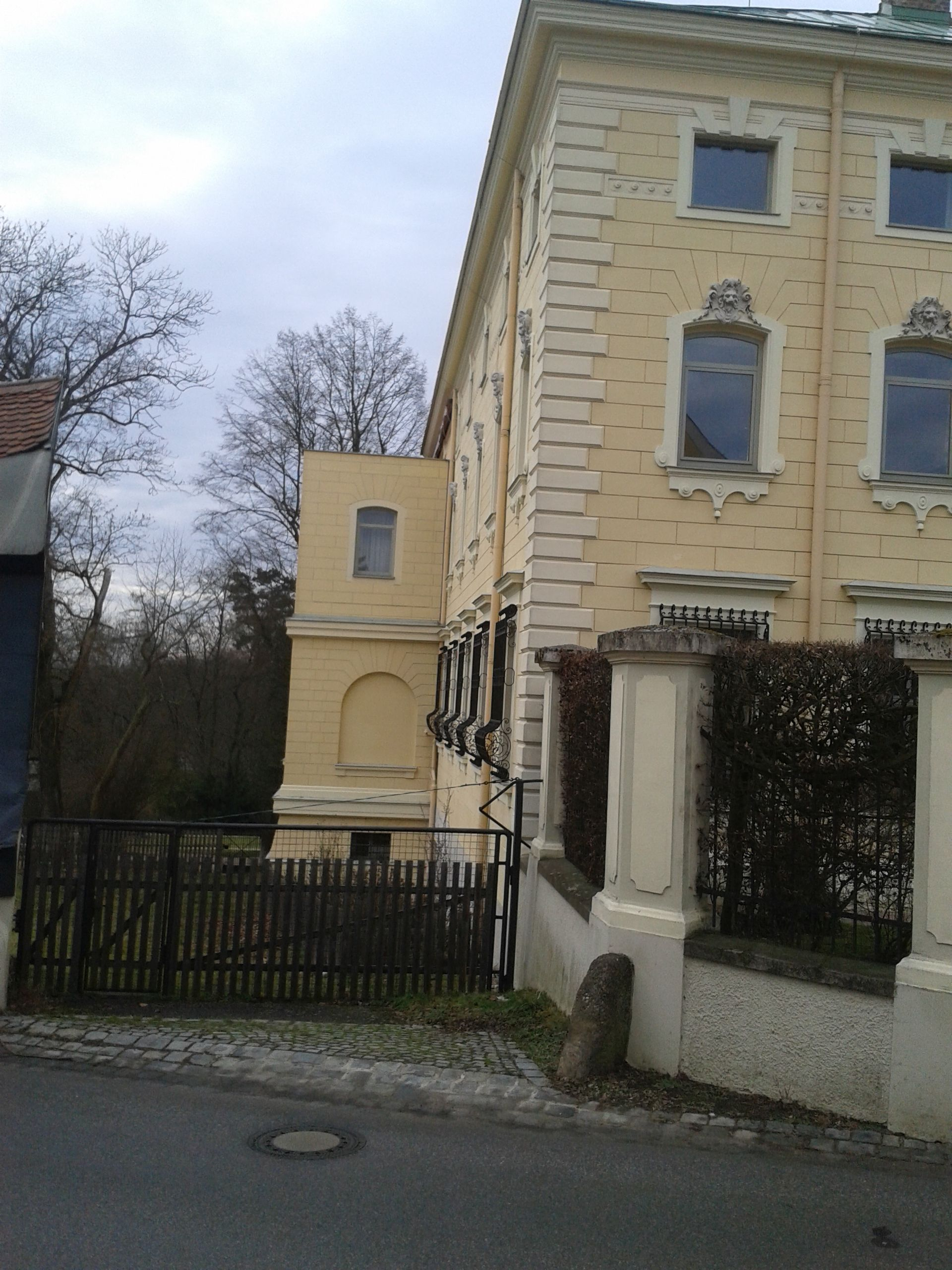
Durchblick zum Schlossgarten

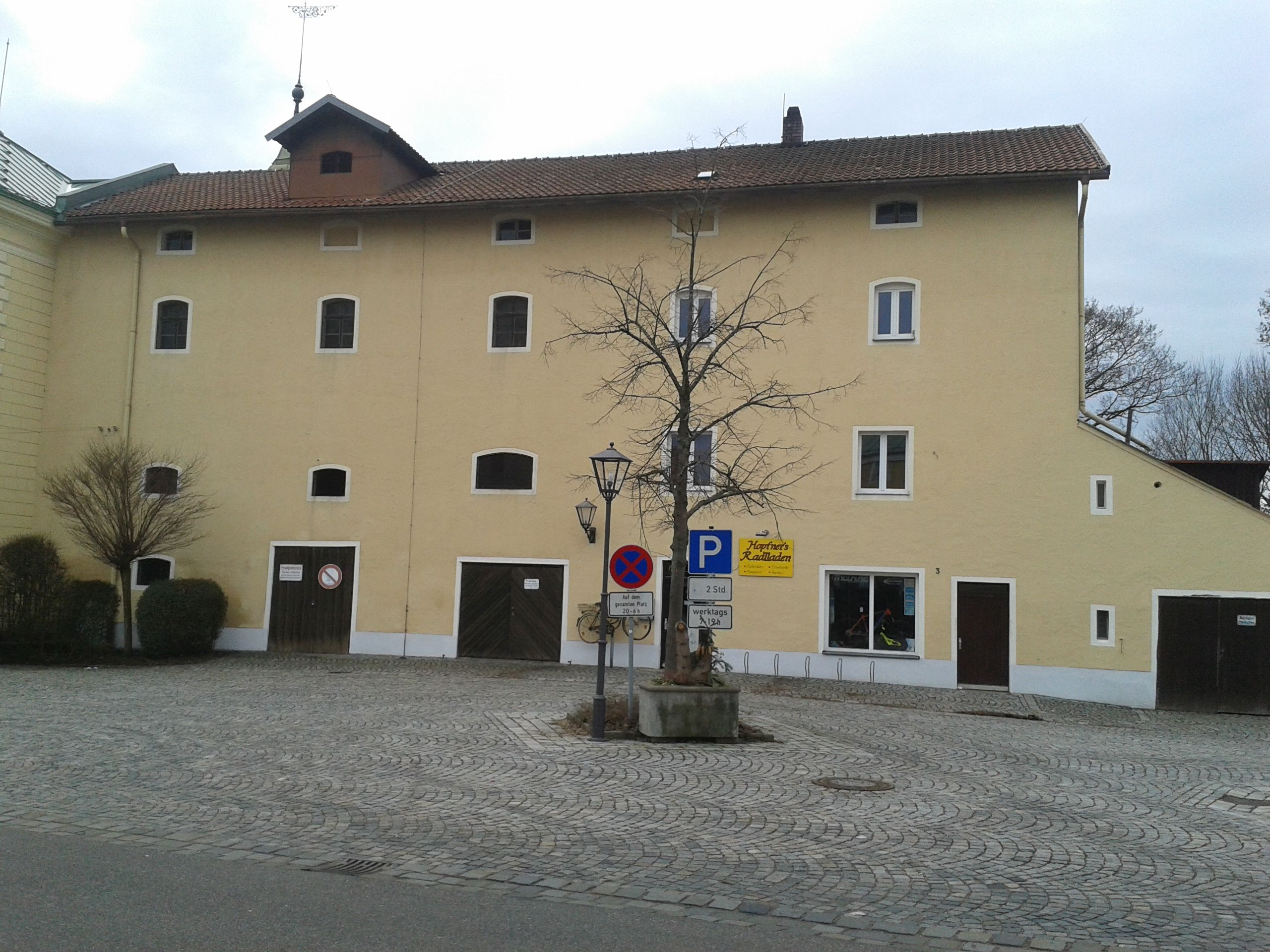
Angebauter Wirtschaftstrakt (Schlossplatz 3)

Abgesehen von Modernisierungen im Innenbereich ist das Schloss seit seiner Entstehungszeit mehr oder minder unverändert geblieben. Es ist ein dreistöckiger Bau mit einer reich gegliederten Fassade. Im Luftbild erkennt man eine Dreiflügelanlage. 
Die zur Ortskirche St. Leonhard weisende Ostfassade wird von einem kleinen Garten mit hohen gemauerten Säulen und einem Eisengitter abgegrenzt. Die geschnitzte Eingangstür und der gebauchte Balkon mit Eisengitter betonen die Mittelachse des siebenachsigen Baus. Der Haupteingang führt in einen tonnengewölbten und stuckierten Vorraum mit verzierten Glastüren. Daran schließt das zentral gelegene Treppenhaus mit einer Galerie an. Im Stuck des Treppenhauses ist das Familienwappen in einer runden Rollwerkkartusche dargestellt. Auch die Wohn- und Repräsentationsräume sind zum Teil mit Stuckdecken ausgestattet. Auf dem Westtrakt des Schlosses befindet sich ein Dachreiter mit einer Aussichtsplattform. 
Der neobarocke Garten wurde in einen Park umgestaltet. Der Schlosspark ist nicht öffentlich zugänglich. Zu dem Schloss gehört ein an das Schlossgebäude anschließendes Wirtschaftsgebäude; dieser Mansarddachbau trägt die Jahreszahl 1877. 
Das Schloss ist heute noch Sitz der gräflichen Familie Von der Mühle-Eckart bzw. Maximilian Freiherr von Wiedersperg und ist nicht öffentlich zugänglich.